# Брудно (станция метро)
Брудно (пол. Bródno) — конечная станция 2 линии Варшавский метрополитен. Открыта 28 сентября 2022 года в составе участка Троцка-Брудно.

## Описание
Последняя станция на правобережней части линии M2 Варшавского метрополитена, район Брудно.

## Строительство
Выбор проектировщиков новых станций объявили варшавские власти 24 февраля 2016 года. Жюри выбрало по одной фирме для каждого из двух участков. Для участка Ульрыхув - Бемово Проектное бюро "Metroprojekt" и AMC Chołdzyński, а участок Зацише - Брудно — ILF Consulting Engineers Polska.
Строительство начато в 2019 году. В декабре того же года, во время строительства были найдены кости двоих Степных зубров.
28 сентября 2022 года, участок Троцка-Брудно, 3 станции, 3,9 км. 28 сентября 2022 года в 15 часов 00 минут в сторону станции Брудно отправился первый поезд с пассажирами.